# Tribut
|  | Dieser Artikel oder Abschnitt wurde wegen inhaltlicher Mängel auf der Qualitätssicherungsseite der Redaktion Geschichte eingetragen (dort auch Hinweise zur Abarbeitung dieses Wartungsbausteins). Dies geschieht, um die Qualität der Artikel im Themengebiet Geschichte auf ein akzeptables Niveau zu bringen. Dabei werden Artikel gelöscht, die nicht signifikant verbessert werden können. Bitte hilf mit, die Mängel dieses Artikels zu beseitigen, und beteilige dich bitte an der Diskussion! |

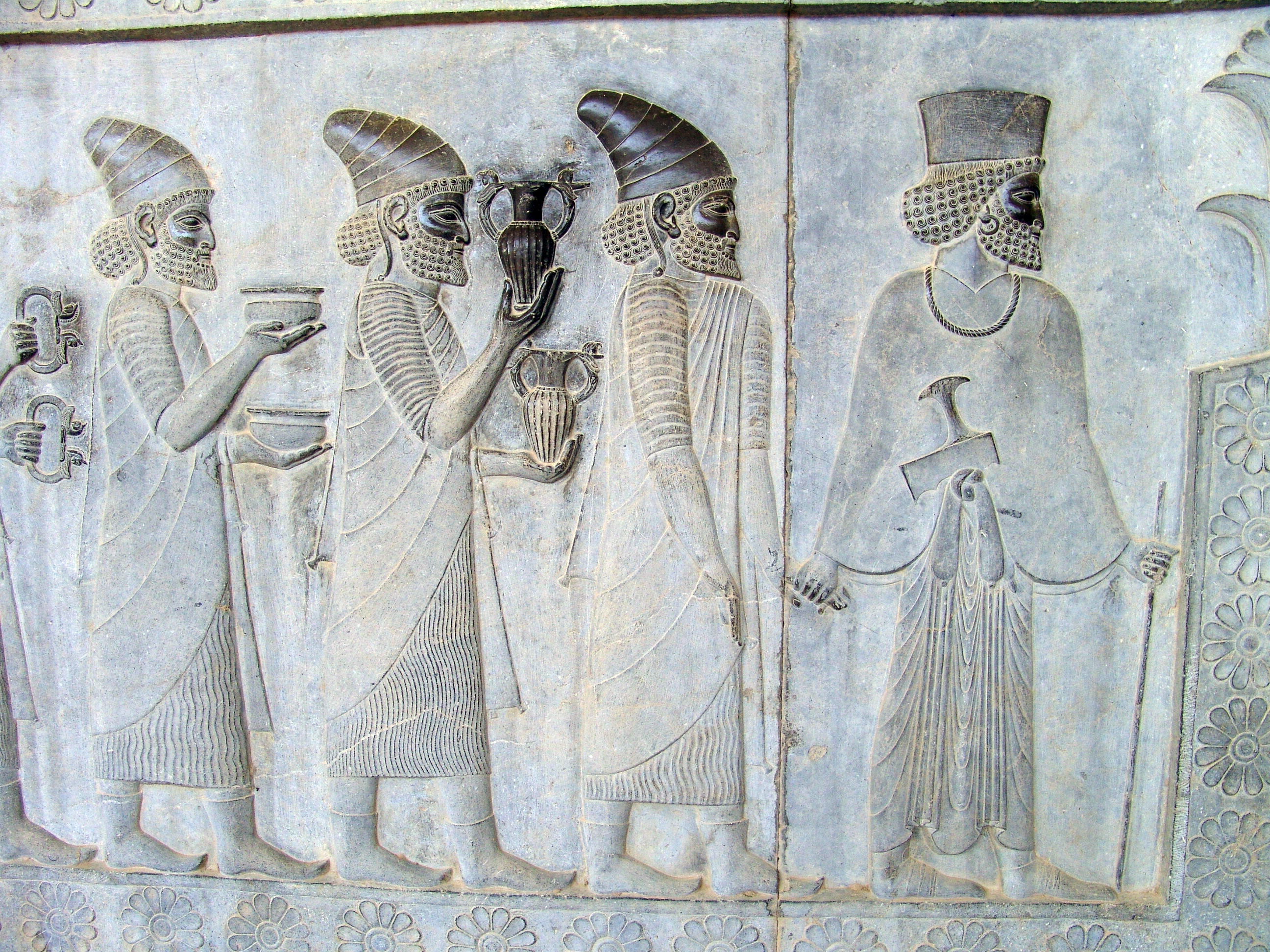
Tribut – Apadana, Persepolis, Iran

Tribut (lateinisch tributum „Abgabe“, „Steuer“; wörtlich „Zugeteiltes“, zu tribuere „zuteilen“) bezeichnet historisch eine Abgabe oder Steuer. Der Tribut wurde zum Zeichen der Unterwerfung oder der Vasallentreue geleistet. In der Regel handelte es sich um regelmäßige Geld- oder Sachleistungen, die nicht nur ökonomisch bedeutsam waren, sondern auch die Machtverhältnisse zum Ausdruck brachten.

## Geschichte
Verschiedene antike Staaten forderten Tribut (altgriechisch φόρος ὑποτελείας phóros, deutsch ‚tragend‘) von den Gebieten oder Völkern, die sie unterworfen bzw. bedroht hatten. Im Falle von Bündnissen gab die schwächere Partei der stärkeren Partei den Tribut als Zeichen der Untertanentreue und für die Finanzierung bestimmter Projekte – normalerweise zur Finanzierung des Militärs. Tribut wurde nicht nur in Form von Geld entrichtet, auch Wertgegenstände standen zur Disposition und Menschen, die gleichsam als Geiseln für botmäßiges Verhalten festgehalten wurden. Der Begriff kann auch auf religiöse Abgaben angewendet werden, für den Tempeldienst oder andere Heiligtümer.
Athen nahm Tribut von den anderen Städten des Attischen Seebundes. Babylon, Karthago und Rom forderten Tribut von ihren Provinzen und Vasallenstaaten.
Im alten Rom bezeichnete der Begriff ursprünglich eine Abgabe des Bürgers an den Staat, die dieser zurückzahlen konnte, aber nicht musste: Die Römische Republik forderte von ihren Bürgern Tribut in Form vom Äquivalent der Vermögensteuer mit dem Ziel der Kriegführung. Seit 167 v. Chr. waren römische Bürger dann allerdings vom tributum befreit, auch wenn unter Kaiser Augustus wieder eine Erbschaftsteuer eingeführt wurde.
In der Spätantike spielten Tribute eine wichtige Rolle für die römische Außenpolitik gegenüber Germanen, Hunnen und persischen Sassaniden; dabei bemühten sich die Kaiser, die Zahlungen an die Barbaren zu „Hilfsgeldern“ (Subsidien) umzudeuten, um dem Anschein der Unterlegenheit entgegenzuwirken.
Es kam auch vor, dass Eindringlinge wie Wikinger oder Kelten Tribut forderten (siehe: Danegeld), anstatt den Ort zu überfallen, so dass sich dieser durch die Zahlung einer bestimmten Menge von Wertgegenständen freikaufen konnte; ein regelmäßiger Tribut ähnelte dann einer Schutzgeldzahlung.
Die Entrichtung von Tributen einzustellen bedeutete eine massive Provokation, die die Hierarchie zwischen Geber und Empfänger in Frage stellte. Als etwa König Heinrich I. im 10. Jahrhundert die Tributzahlungen an die Ungarn einstellte, kam dies einer Kriegserklärung gleich.
Verschiedene mittelalterliche Herrscher erzwangen Tribut von ihren Vasallen oder Bauern, offiziell gegen die Gewähr von Schutz. Hieraus entwickelte sich das mittelalterliche Steuersystem.

## Heutiger Sprachgebrauch
Die symbolische Bedeutung von Tribut als Zeichen von Respekt und Unterordnung hat sich in der Redewendung „jemandem Tribut zollen“ erhalten. In der heutigen Alltagssprache bezeichnet Tribut häufig die Anerkennung, die einer Person, einer Tätigkeit oder einem Produkt entgegengebracht wird (vgl. auch Tributealbum).
Man sagt auch, „etwas fordert einen hohen Tribut“ im Sinne von „etwas fordert hohe Opfer(zahlen)“, z. B. eine Naturkatastrophe, eine Krankheit oder ein Krieg.
An die ursprüngliche Bedeutung „Abgabe“ erinnert in der Hydrographie die Bezeichnung tributär: Ein Nebenfluss (engl. tributary) ist stets tributär gegenüber dem größeren Fluss, in den er mündet.